# Alejandro Montesino
Alejandro Montesino Heyer, född 1949, död 15 december 2004 i Santiago de Chile, var en chilensk politiker och diplomat.

## Biografi
Alejandro Montesino var utbildad sociolog. Vid tiden för militärkuppen i Chile 1973 var han ordförande för Partido Radicals ungdomsförbund Juventud Radical. Han fick hjälp av Sveriges ambassadör Harald Edelstam att fly och levde sedan i exil i Rom. 1977-1979 var han ordförande för International Union of Socialist Youth (IUSY). Under tiden i exil arbetade han också som rådgivare åt Italiens premiärminister Bettino Craxi och hade uppdrag åt regeringen i Costa Rica. 1991-1994 var han Chiles ambassadör i Schweiz och därefter var han vice ordförande för Partido Radical Socialdemócrata.